# تنام كبير

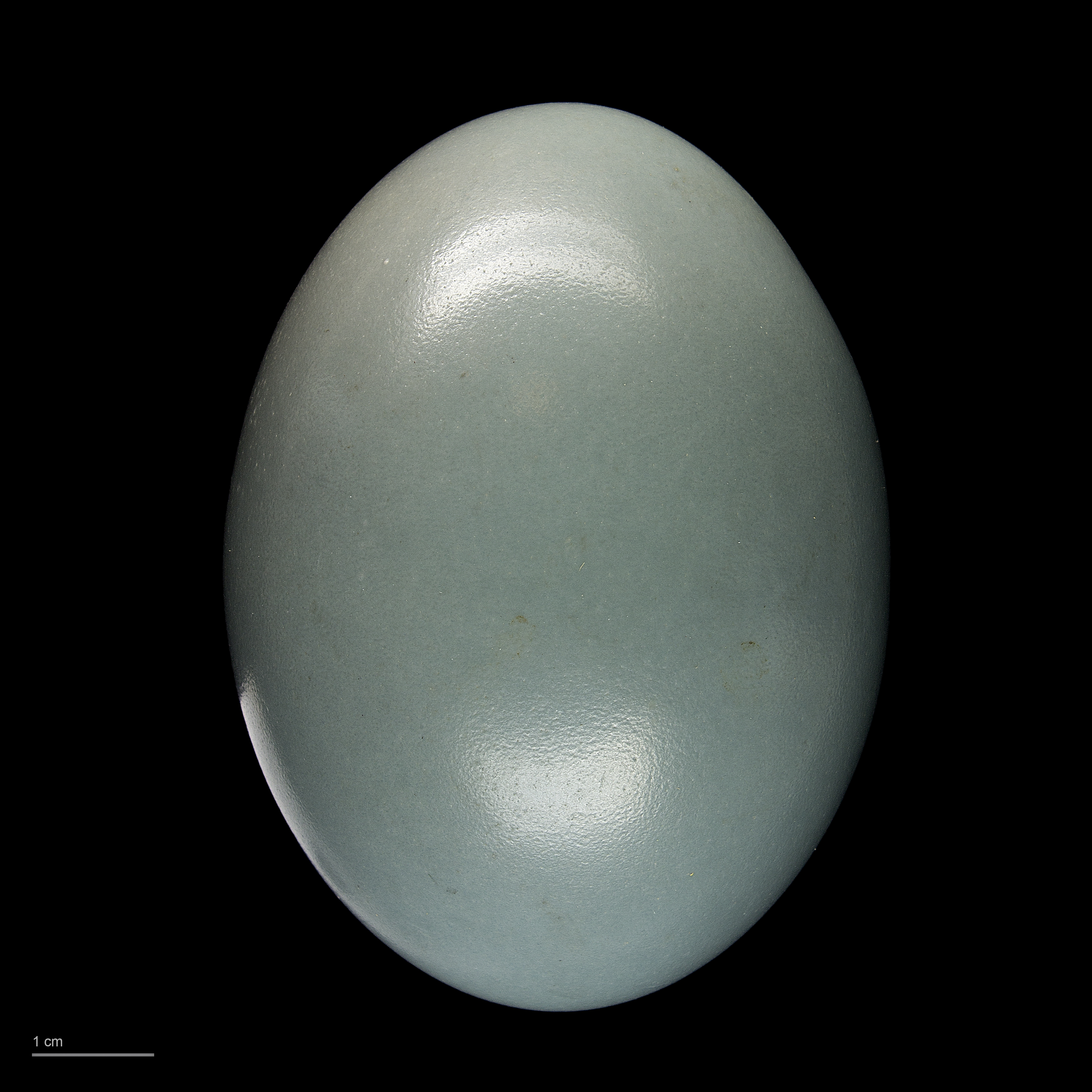
بيضة الطائر

تنام كبير (الاسم العلمي: Tinamus major) هو نوع من الطيور يتبع جنس التنام من فصيلة التنامية.

## صور

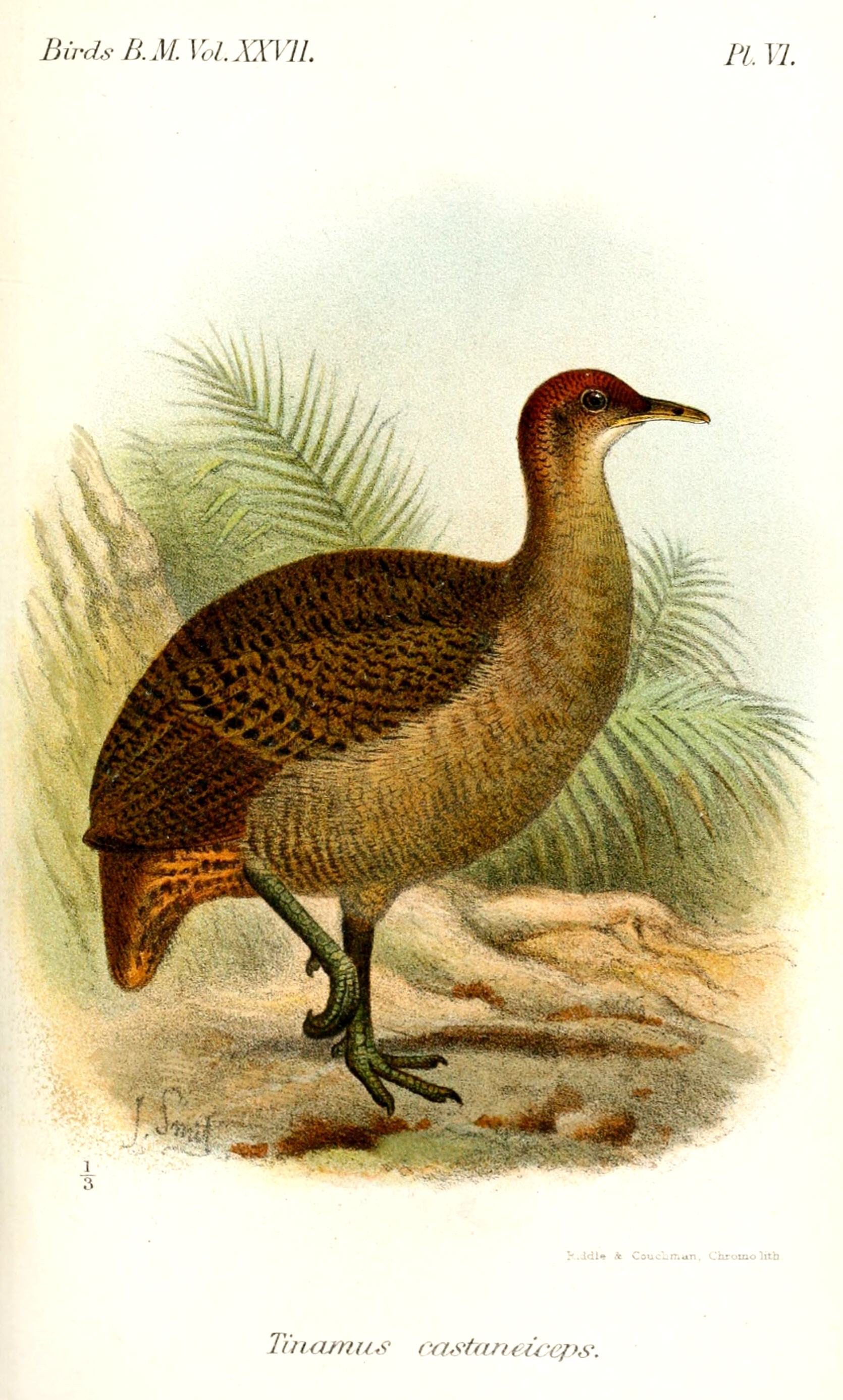
رسم لسلالة T. m. castaneiceps
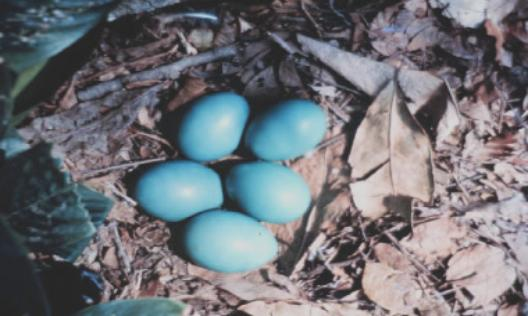
بيض في العش